# Everton Tigers 2009-2010
La stagione 2009-2010 degli Everton Tigers si è conclusa con la vittoria del titolo della BBL 2009-'10, conquistata battendo in finale i Glasgow Rocks.
| 5  | Stati Uniti (bandiera)             | Kevin Bell         | Guardia     |
| 6  | Regno Unito (bandiera)             | James Jones        | Guardia/Ala |
| 7  | Spagna (bandiera)                  | Daniel Gonzalez    | Guardia/Ala |
| 8  | Spagna (bandiera)                  | José David Asensio | Ala         |
| 9  | Isole Vergini Americane (bandiera) | Jerome Gumbs       | Ala         |
| 10 | Regno Unito (bandiera)             | Andrew Thomson     | Ala         |
| 11 | Regno Unito (bandiera)             | Darrell Bethune    | Guardia     |
| 12 | Regno Unito (bandiera)             | Dzaflo Larkai      | Ala/Centro  |
| 14 | Regno Unito (bandiera)             | Chris Haslam       | Centro      |
| 15 | Regno Unito (bandiera)             | Olu Babalola       | Ala/Centro  |
|    |                                    |                    |             |